# Горно-химический комбинат
Горно-химический комбинат (сокращенное название — «ГХК») — «федеральное государственное унитарное предприятие в составе дивизиона по управлению заключительной стадией жизненного цикла госкорпорации Росатом». Является градообразующим предприятием города Железногорска Красноярского края.
Производственные мощности предприятия расположены в скальных породах горного массива на правом берегу Енисея в 60 километрах ниже города Красноярска по течению.
До 1995 года основу деятельности Комбината составляло производство оружейного плутония. После 1995 года, когда оборонный заказ на производство плутония был снят, произошла конверсия предприятия. По данным на конец 2014 года основными видами деятельности комбината являются:
- транспортирование и хранение отработавшего ядерного топлива (ОЯТ);
- производство тепловой энергии для отопления и горячего водоснабжения Железногорска;
- вывод из эксплуатации объектов оборонного комплекса;
- строительство «сухого» и эксплуатация «мокрого» хранилища ОЯТ;
- создание завода по производству МОКС-топлива для реакторов на быстрых нейтронах;
- создание опытно-демонстрационного центра (ОДЦ) по радиохимической переработке ОЯТ.

## История

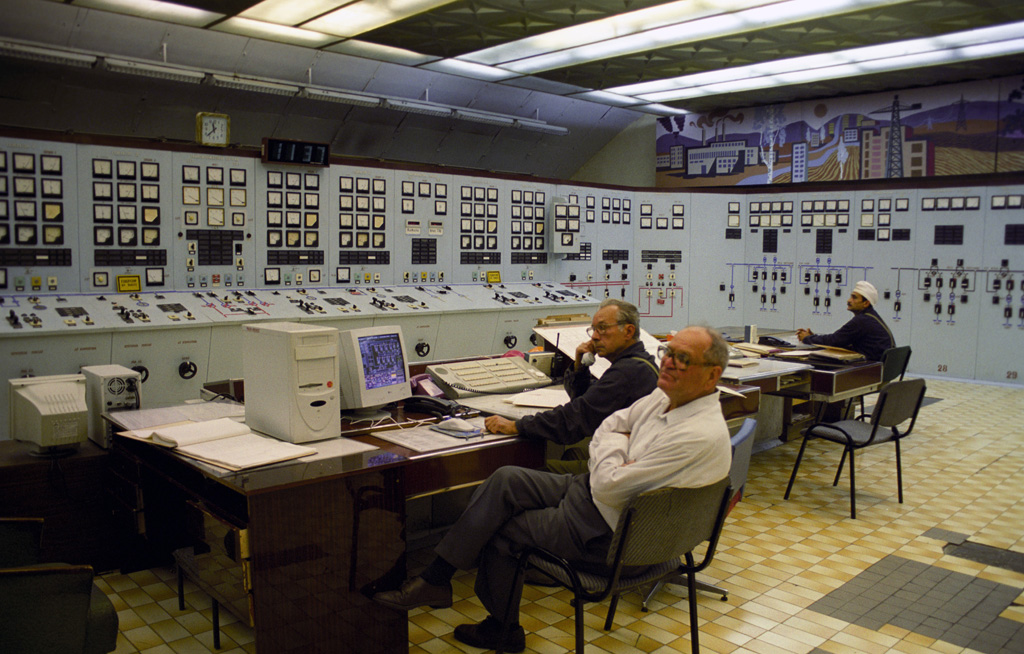
Главный электрический щит подземной атомной станции ГХК, 2002

Строительство комбината началось в 1950 году. Для обеспечения инфраструктуры предприятия рядом с ним началось строительство закрытого города Красноярск-26 (Железногорск). Комбинат был сооружён на глубине 200 метров в скальных породах. Стройка велась заключёнными Гранитного ИТЛ, здесь было вынуто больше породы, чем при строительстве Московского метро.
25 августа 1958 года был запущен первый реактор АД, в 1961 году — второй реактор АДЭ-1, в 1964 году — третий реактор АДЭ-2. Все три реактора являются уран-графитовыми реакторами на тепловых нейтронах канального типа с водяным охлаждением. Реакторы серии АД были предназначены только для наработки плутония: вода, охлаждающая их, сбрасывалась в Енисей. Радиоактивность сбрасываемой в реку воды достигала 3000 мкР/ч, что примерно в 150—200 раз выше естественного фона. АДЭ-2 также использовался для выработки электроэнергии, горячей воды и отопления города Железногорска.
В 1964 году в эксплуатацию введён радиохимический завод. Его задачей было выделение плутония из естественного урана, облучённого в реакторах. Образовывавшиеся в ходе процесса жидкие радиоактивные отходы отправлялись на полигон «Северный» для подземного захоронения.
В 1966 году Горно-химический комбинат был награждён орденом Ленина за заслуги в создании новой техники и успешное выполнение семилетнего плана 1959—1965 годов.
В июне 1992 года был остановлен реактор АД, в сентябре того же года — АДЭ-1. 15 апреля 2010 года в соответствии с соглашением ВОУ-НОУ между Россией и Соединёнными Штатами Америки о прекращении производства оружейного плутония был остановлен реактор АДЭ-2 для дальнейшего вывода его из эксплуатации. Реактор АДЭ-2 являлся последним российским реактором по выработке оружейного плутония.
Остановка реактора АДЭ-2 привела к постановке новой проблемы — ранее реактор обеспечивал производство тепловой энергии для отопления и горячего водоснабжения Железногорска, но после его остановки теплоснабжение Железногорска было поставлено под угрозу. Ещё в 1996 году по российско-американскому соглашению было решено начать строительство Железногорской ТЭЦ, однако работы по её сооружению начались только в 2006 году. В связи с этим ещё в 2008 году была модернизирована станция теплоснабжения ГХК, работающая на мазуте и снабжавшая город теплом до ввода в эксплуатацию ТЭЦ в 2012 году. Двукратный рост тарифов привёл к образованию задолженности муниципалитета перед ГХК, составляющей почти миллиард рублей. В 2014 году было заявлено, что Железногорская ТЭЦ и мазутная котельная ГКХ будут переданы в собственность Красноярского края для уменьшения налогового бремени и снижения тарифов на тепло.
В 2025 году коллектив Горно-химического комбината награждён орденом Александра Невского.

## Структура и руководство

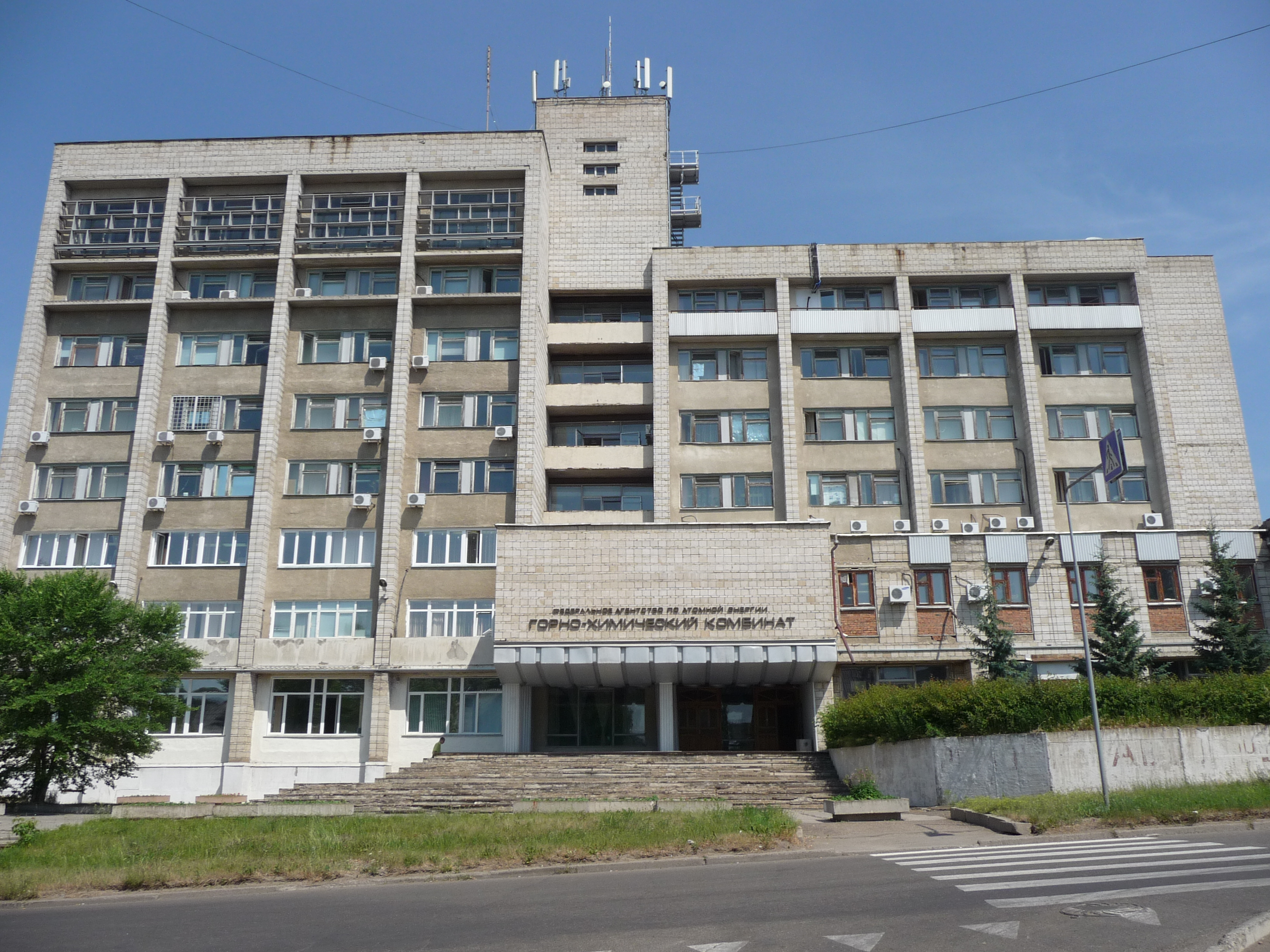
Здание № 5 комбинатоуправления ГХК, 2011

Горно-химический комбинат полностью принадлежит госкорпорации «Росатом» и входит в её дивизион по управлению заключительной стадией жизненного цикла. В состав ГХК входит ряд дочерних предприятий, обретших самостоятельность в ходе реструктуризации Комбината, но при этом их деятельность курируется руководством ГХК. Дочерними компаниями Горно-химического комбината являются:
- Ремонтно-механический завод (ООО «РМЗ ГХК»);
- ООО «Телеком ГХК» (ранее ПТЦ «Телеком»);
- Управление железнодорожного транспорта (УЖТ ГХК);
- Производственное ремонтно-эксплуатационное хозяйство (ООО «ПРЭХ ГХК»);
- Санаторий-профилакторий «Юбилейный»;
- Ремонт электронного и оптического оборудования (ООО «ОКБ КИПиА ГХК»). http://okbkip.ru/

Общее руководство предприятием осуществляет генеральный директор. Эту должность с 2019 года занимает кандидат технических наук Дмитрий Никифорович Колупаев.

## Деятельность
Снятие государственного заказа на оружейный плутоний вызвало острую необходимость конверсии предприятия. При этом естественным направлением деятельности, уже ведущемся на ГХК и не зависимом напрямую от оборонного заказа, было хранение отработанного ядерного топлива с перспективой дальнейшей переработки. Для расширения этой сферы производства было решено построить «сухое» хранилище ОЯТ от работы реакторов РБМК и ВВЭР-1000 рядом с уже имеющимся «мокрым» хранилищем. Кроме того, в 2011 году с целью увеличения объёмов хранения ОЯТ ВВЭР-1000 было модернизировано и «мокрое» хранилище.

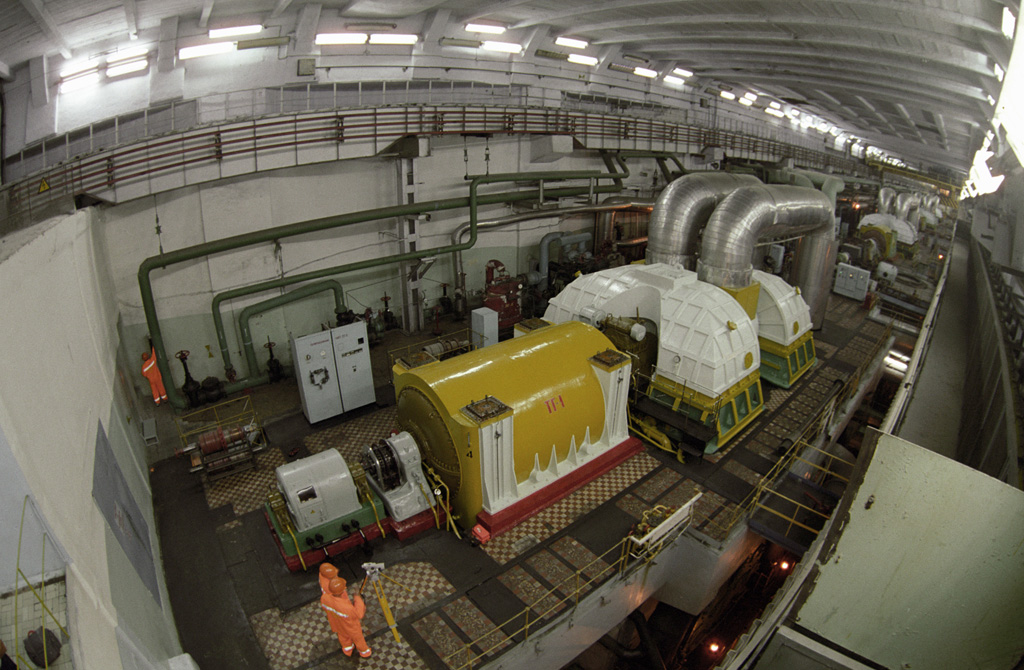
Турбинный зал подземной атомной теплоэлектроцентрали ГХК, 2002

Ещё до остановки производства оружейного плутония в рамках ГХК начался длительный процесс создания завода по производству полупроводникового кремния. Монокристаллический кремний в слитках диаметром 150—200 мм производится с 2002 года, первый кондиционный поликремний солнечного качества был произведён в октябре 2007 года. После успешного создания пускового комплекса предприятию понадобился инвестор для масштабирования производства. Им выступил девелоперский холдинг «Конти» с кипрскими корнями, однако падение цен на поликремний вызвало отказ холдинга от инвестирования и судебные тяжбы между ним и ГХК.
В 2010 году было решено организовать промышленное производство таблеточного MOX-топлива в подгорной части ГХК, на свободных площадях Радиохимического завода. Задачами нового производства, запущенного в сентябре 2015 года, являются снабжение топливом трёх энергоблоков с реакторами БН-800, утилизация оружейного плутония и включение в топливный цикл плутония, переработанного из ОЯТ тепловых реакторов. Таким образом, производство MOX-топлива стало одним из шагов по созданию инфраструктуры замкнутого ядерного топливного цикла.
Важнейшим направлением деятельности Комбината является сооружение Опытно-демонстрационного центра (ОДЦ) по отработке наиболее безопасных технологий переработки ОЯТ. ОДЦ должен получить данные, которые позволят спроектировать крупный инновационный завод по переработке ОЯТ (РТ-2). Новая технология переработки ОЯТ позволит избежать сброса жидких радиоактивных отходов в окружающую среду и уменьшить объёмы отверждённых отходов. В декабре 2015 завершено строительство пускового комплекса ОДЦ, который позволит отработать технологические режимы в полупромышленном масштабе. В 2018 году планируется ввод в эксплуатацию второй очереди, которая позволит приступить к переработке в промышленном масштабе хранящихся на ГХК запасов отработавшего топлива энергетических реакторов ВВЭР-1000. В следующем десятилетии на базе ОДЦ планируется создать крупномасштабный завод по регенерации топлива различных типов реакторов для атомной отрасли.
В феврале 2016 года на ГХК завершен первый этап вывода из эксплуатации уран-графитового промышленного реактора АД. Реактор выводится из эксплуатации по варианту «захоронение на месте». Работы выполняются специально созданным в сентябре 2013 года на базе реакторного завода Проектным офисом по выводу из эксплуатации остановленных реакторов ГХК (АД, АДЭ-1 и АДЭ-2). В рамках первого этапа было закуплено и смонтировано необходимое оборудование для создания барьеров безопасности, обучен персонал, демонтированы узлы и агрегаты в приреакторных помещениях, выполнена заливка гидроизоляционным бетоном подреакторного пространства, из отсеков биологической защиты по периметру шахты реактора была извлечена песчаная засыпка.

Модели объектов ГХК в павильоне «Атом» на ВДНХ
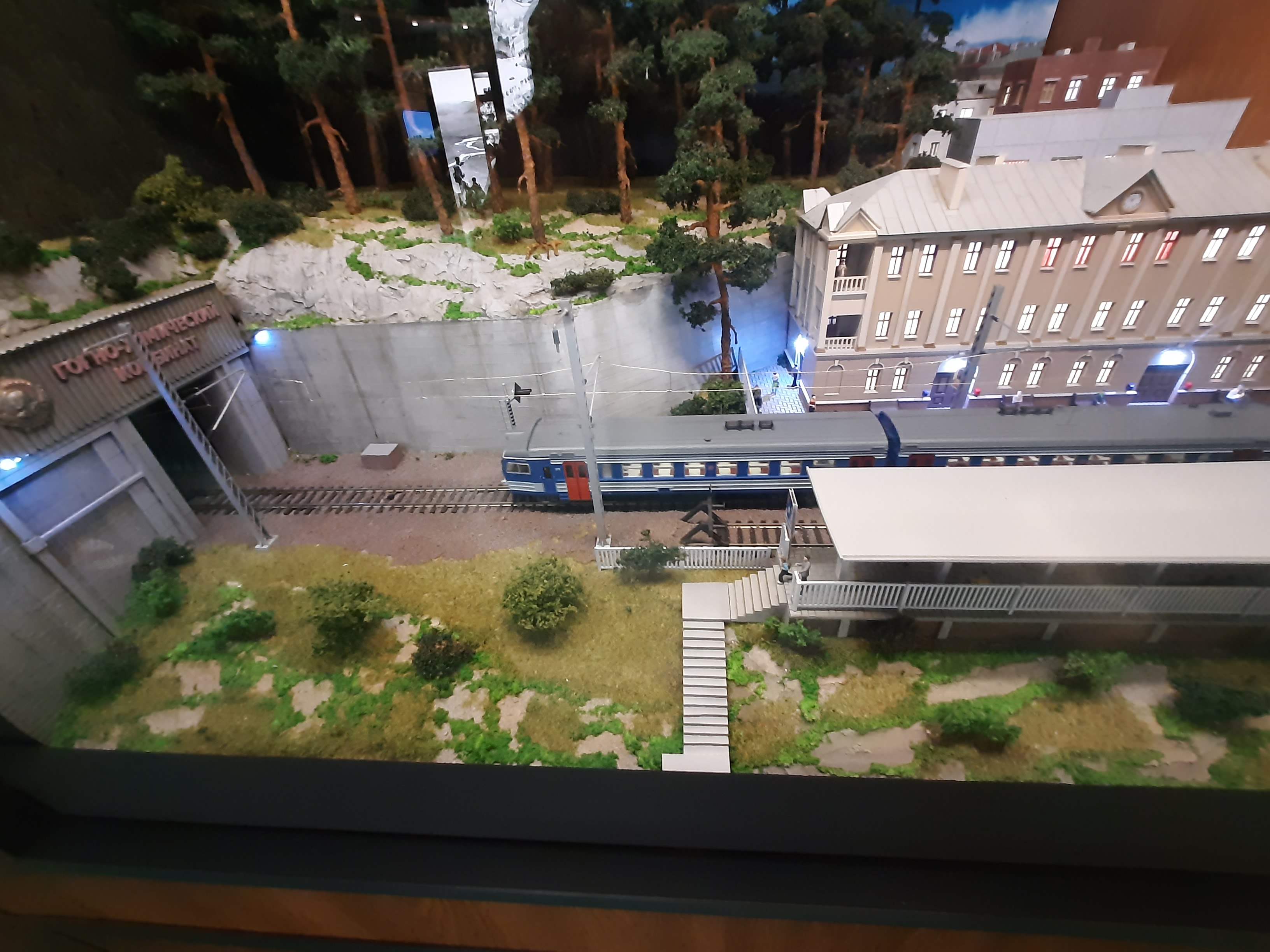
Въезд поезда с сотрудниками в тоннель в горе
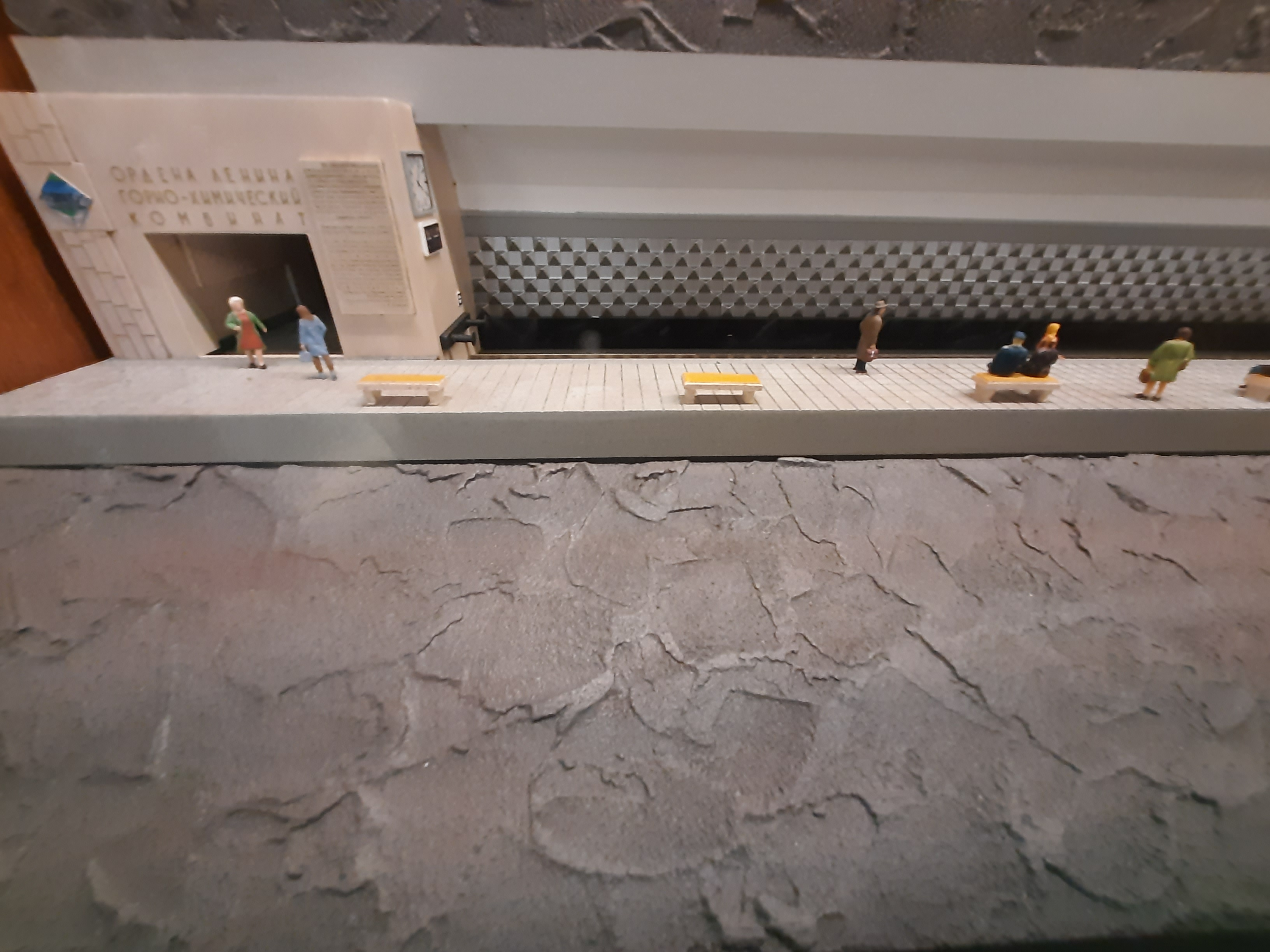
Перрон в подгорной части
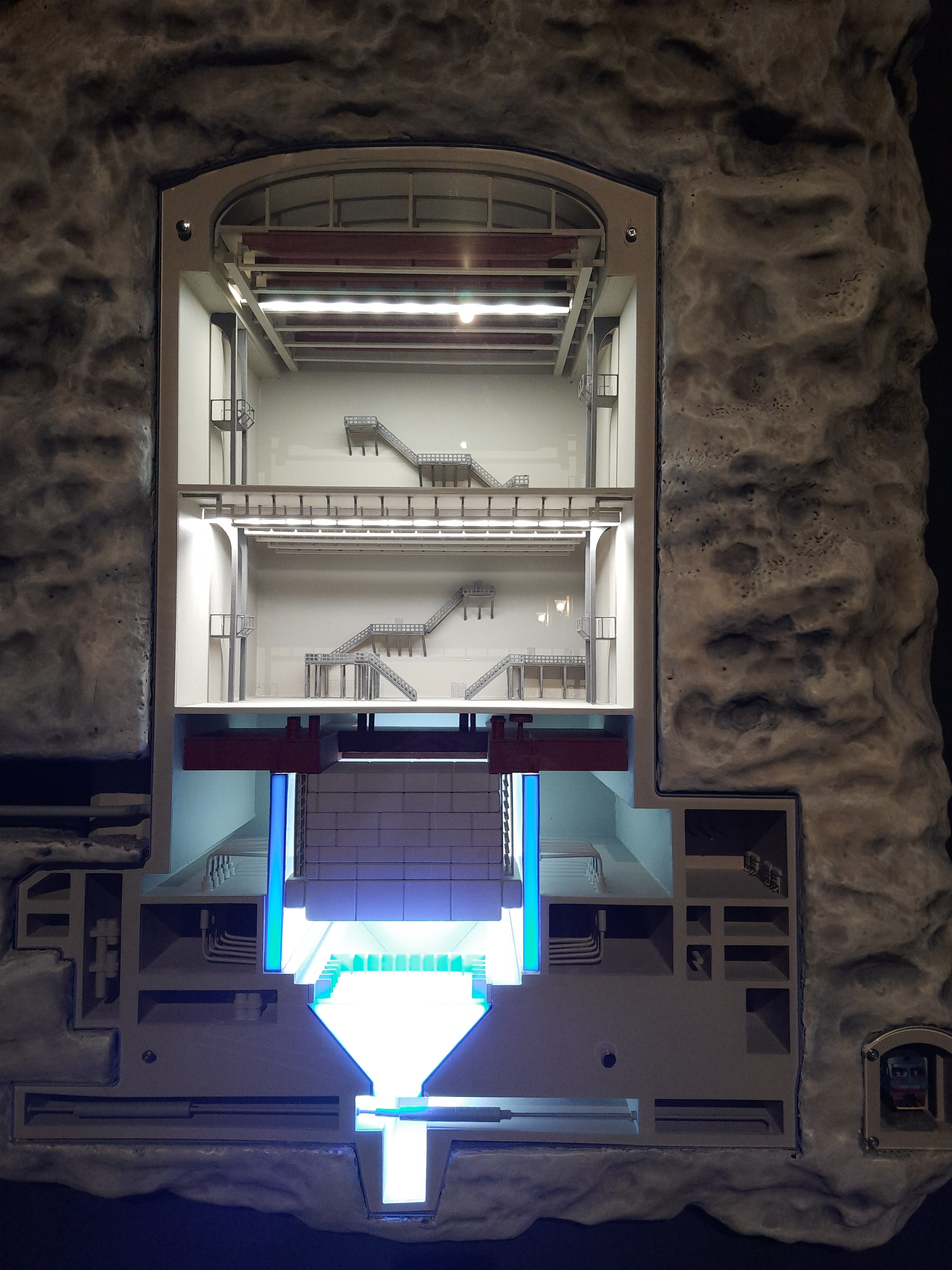
Реактор АД(Э)